# Ulrich Papke
Ulrich Papke (Neuruppin, Brandemburgo, 4 de março de 1962) é um velocista alemão na modalidade de canoagem.

## Carreira
Foi vencedor da medalha de Ouro em C-2 1000 m e da medalha de Prata em C-2 500 m em Barcelona 1992 junto com o seu companheiro de equipe Ingo Spelly.